# دريجة
الدُّرَّيْجَة أو الدُّرَّجَة أو الفُطَيْرَة (بالإنجليزية: Calidris)‏ هي جنس من الطيور يتبع فصيلة دجاج الارض من الرتبة الزقزاقيات.